# Liste des cours d'eau de la Loire-Atlantique
Pour un article plus général, voir Réseau hydrographique de la Loire-Atlantique.
Liste des cours d'eau de la Loire-Atlantique présente la liste des cours d'eau (fleuves, rivières et ruisseaux) du département de la Loire-Atlantique.

## Méthodologie
La liste suivante est basée sur les données du Service d'administration nationale des données et référentiels sur l'eau (SANDRE). Seuls les cours d'eau indiqués comme fleuves, rivières ou ruisseaux ont été pris en compte.

## Fleuves
- Falleron
- Loire
- Mès
- Vilaine

## Rivières
- Acheneau
- Aron
- Blanche
- Boulogne
- Brivet
- Brutz
- Chère
- Divatte
- Don
- Donneau
- Erdre
- Hâvre
- Isac
- Logne
- Maine
- Moine
- Mozelle
- Ognon
- Sanguèze
- Semnon
- Sèvre Nantaise
- Tenu
- Verzée

## Ruisseaux

### A
- Anguillée
- Apsiguais
- Aubinière
- Aujuais
- Aumondière
- Aunay
- Autraine
- Auxence

### B
- Baillou
- Bardeau
- Bas Prés
- Basse Ville
- Beauchêne
- Belloutières
- Berganderie
- Bernardeau
- Beusse
- Bevinière
- Bitiere
- Blaison
- Blanchardais
- Blanchardière
- Blandinaie
- Blotinières
- Bodinais
- Bois
- Bois Bonin
- Bois de Guignardais
- Bois du Sauzay
- Bois Macé
- Boivre
- Bon Débit
- Bougon
- Bouillonnais
- Bouillons
- Bourgeonnaie
- Bourru
- Brandu
- Braudière
- Bray
- Brêche
- Bretesche
- Briais
- Brianson
- Bricaudière
- Brillaudière
- Brosse
- Buron

### C
- Caffiniere
- Caïdan
- Calais
- Calan
- Canais
- Carbouchet
- Carcano
- Catillac
- Cave
- Cens
- Cep
- Cerny
- Cétrais
- Chaintreau
- Chamballan
- Champs Balants
- Charbonneau
- Charrière Géant
- Chaudry
- Chaussée
- Chauvelière
- Chêne Tied
- Chêne Vert
- Chesnaie
- Chevrie
- Chézine
- Clairet
- Clermont
- Clos
- Cohardières
- Coiquerelle
- Coisma
- Coit Roz
- Cône
- Contents
- Corde
- Coueilly
- Couères
- Coulée
- Coulée du Chaud
- Coulées
- Courgeon
- Courillons
- Créchaud
- Croiserie
- Croissel
- Cul Baigné
- Curette

### D
- Deneuzerie
- Digue
- Doueroux
- Douet Allard
- Douets
- Dréneuc

### E
- Enfer
- Épine
- Estival
- Étier de la Martiniere

### F
- Farinelais
- Favier
- Fegaud
- Ferrières
- Filée
- Foi
- Fontaines Filleules
- Fontenelles
- Fontenils
- Forêts
- Forges
- Fortune
- Fossé de la Forêt
- Fourneau
- Foussoc
- Franchais

### G
- Gablin
- Gérarderie
- Gergue
- Gesvereau
- Gesvres
- Glande
- Gléré
- Gobert
- Gohards
- Gorelin
- Gorgeat
- Gosselines
- Gouard
- Gouirie
- Goujonnière
- Goulaine
- Goulet
- Gourbelière
- Grande Doue
- Grandes Fontaines
- Grasse Nou
- Gravelle
- Grée
- Gué aux Biches
- Gué Colin
- Gué des Forges
- Gué Rieux
- Guérivais
- Gueubert
- Guichardais
- Guignaud
- Guignoux
- Guinais
- Guette-Loup

### H
- Haie
- Haluchère
- Hazardière
- Héleu
- Hirel
- Hocmard
- Huchepie
- Hupières
- Hurtas

### I
- Ilette
- Iseron

### J
- Jaguière
- Jahotière
- Jarrier aux Moines
- Jarries
- Javettère
- Jeanneau
- Jeanneau

### K
- Ker Robert
- Kerougas

### L
- Lac Roger
- Landrons
- Larré
- Launay
- Leuzenay
- Libaudière
- Lisière
- Loge aux Moines
- Logne
- Lorière
- Loup Pendu

### M
- Madeleine
- Maillardière
- Maingot
- Maisse
- Malary
- Mandis
- Mandit
- Marais Heureux
- Marceau
- Marchais
- Mare
- Mare de la Planche
- Mare de l'Aune
- Mare de Nillac
- Mare du Tertre
- Mare Guinel
- Mareu
- Margerie
- Marquerie
- Mélinais
- Ménardais
- Mézillac
- Migron
- Ministrerie
- Mollerie
- Mont-Noël
- Morillon
- Mortève
- Mottais
- Motte
- Moulin Choiseau
- Moulin de Haut
- Moulin de Rocher
- Moulin Foulon

### N
- Naguais
- Néant
- Néguery
- Nilan
- Noé
- Noë Malade
- Noi
- Noue
- Noues

### O
- Oisillère
- Omblepied
- Orgeraie
- Osée

### P
- Palierne
- Pas Aubry
- Pas Brûlé
- Pas Denion
- Pas Guillaume
- Pas-Sicard
- Passière
- Pâtis Rougé
- Patouillère
- Pautières
- Peginière
- Pentière
- Perche
- Perray
- Pétinière
- Pichonnière
- Pie-Hoin
- Pin
- Pintotais
- Planche Cleuze
- Planche de Morivon
- Planche des Roches
- Planchette
- Plongeon
- Pont Guérin
- Pont Martin
- Pont Mélon
- Pont Neuf
- Pont Orieux
- Pont Pirraud
- Pont Sablon
- Pouille
- Poyet
- Pré au Moine
- Pré Varade
- Prés Charrée

### Q
- Queue de l'Étang
- Queue Grohan

### R
- Rateau
- Redour
- Refou
- Remauda
- Renier
- Renoulière
- Reslin
- Richeret
- Rinais
- Rinais
- Riodais
- Rivières
- Robardière
- Roche
- Roche Plate
- Rocher
- Rodoir
- Rolieu
- Rollard
- Rouchais
- Rousselière
- Rozais
- Rubis
- Rupt

### S
- Saint-Armel
- Saint-Georges
- Saint-Médard
- Salmonnais
- Sauzignac
- Syl

### T
- Teille
- Tertre Rouge
- Touche
- Touillonnais
- Trelland
- Trente Roches
- Trocardais
- Ruisseau le Tenu

### V
- Vallées
- Vallière
- Velais
- Venoux
- Verdier
- Verdière
- Vernou
- Vertonne
- Vettes
- Vieux Moulins
- Vieux Rochis
- Vivère
- Voinard